# Algolagnia

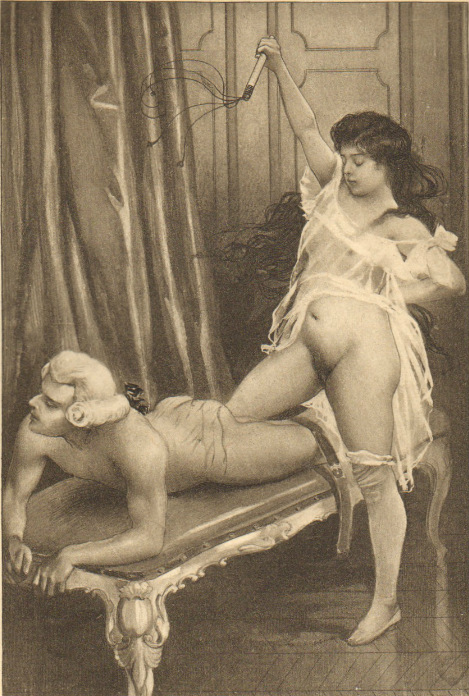
Ilustraciones de Paul Avril para Fanny Hill. 1907: Fanny azota al Sr. Barville.

Algolagnia es una palabra proveniente del griego antiguo (ἄλγος, algos: dolor; λαγνεία, lagneia: placer), que constituye una de las definiciones usuales en medicina para referirse al erotismo del dolor, al placer sexual relacionado con las sensaciones dolorosas.

## Algolagnia
La algolagnia no es una parafilia, como fue definida en la literatura médica convencional. Mientras que muchas personas, especialmente aquellas no familiarizadas con las parafilias (concretamente, con el masoquismo físico) y algolagnia, tienden a tomar ambas como equivalentes, y esto es un error.
Las parafilias incluyen, por definición, deseos mentales en los cuales la actividad debe ser el único medio de gratificación sexual, mientras que en la algolagnia se siguen buscando las reacciones típicas al placer, y la búsqueda del dolor por placer puede evitarse, o bien ser una adicción. En el caso del masoquismo, existe un deseo psicológico de dolor y humillación que pueden conducir a la excitación sexual. Por otro lado, la algolagnia es una reacción psicológica al dolor que no involucra directamente deseos o aspectos psicológicos. En otras palabras, una persona con algolagnia disfruta el dolor pero podría desear no hacerlo, y un masoquista desea el dolor pero podría no ser capaz de disfrutarlo realmente.

## Historia de la investigación
La algolagnia fue nombrada por el barón Schrenk-Notzing (1862-1929), aristócrata alemán y médico, a comienzos del siglo XX. Se distingue entre algolagnia activa y algolagnia pasiva, según el erotismo lo despierte la recepción del dolor o el ejercerlo sobre otros. La algolagnia no es un sinónimo de sadismo o masoquismo sexual, aunque está relacionada con estos conceptos, ya que hay menos connotaciones psicológicas para la algolagnia que para las mencionadas parafilias. También se usa algolalgia, con el mismo significado. (La algolagnia: aspectos sexológicos y psiquiátrico-forenses, Juan Carlos Romi)
El neurólogo Albert Eulenberg fue otro de los primeros investigadores en estudiar la algolagnia,en Sadismus und Masochismus (Sadismo y masoquismo) de 1902. Poco después, Havelock Ellis también investigó la algolagnia, a principios del siglo XX, y afirmó: "Sadismo y masoquismo: la algolagnia incluye ambos grupos de manifestaciones",pero sostuvo que el disfrute del dolor estaba restringido a un contexto erótico,en contraste con las interpretaciones de Krafft-Ebing. Con títulos como Análisis del impulso sexual, Amor y dolor, El impulso sexual en las mujeres y La evolución del pudor, Los fenómenos de la periodicidad sexual, Autoerotismo, Ellis describió los aspectos básicos de la afección. Eugen Kahn, Smith Ely Jelliffe, William Alanson White y Hugh Northcote fueron otros de los primeros investigadores psicológicos de la algolagnia.